# Morti nel 1053
| Questa pagina contiene informazioni ricavate automaticamente dalle voci biografiche con l'ausilio del template Bio e di un bot. L'aggiornamento è periodico e automatico e ricostruisce completamente la pagina. Se manca una persona in questa lista, sei pregato di non aggiungerla, ma accertati piuttosto che la sua voce biografica contenga il template Bio e che i dati anagrafici siano correttamente compilati. Se il template Bio manca, inseriscilo tu stesso o, in alternativa, metti l'avviso {{tmp\|Bio}} che ne segnala la mancanza. Se i dati riportati sono sbagliati, correggi direttamente la voce biografica; le modifiche saranno visibili in questa lista entro pochi giorni. Per chiarimenti vedi il progetto biografie. La lista contiene solo le 7 persone che sono citate nell'enciclopedia e per le quali è stato implementato correttamente il template Bio. Pagina aggiornata al 10 ago 2025. |

- 25 marzo - Procopio di Sázava, abate boemo
- 15 aprile - Godwin del Wessex, nobile anglosassone (n. 990)
- 25 ottobre - Enguerrand II di Ponthieu, nobile francese
- 21 dicembre - Riprando, vescovo cattolico italiano
- Chananel ben Chushiel, rabbino, teologo e educatore italiano (n. 990)
- Ibn al-Maklātī, militare arabo
- Ilarione di Kiev, russo